# فاطمة الزهراء بناصر
فاطمة الزهراء بناصر (مواليد 30 أكتوبر 1981) هي ممثلة ومغنية مغربية، شاركت في عدة أفلام ومسلسلات مغربية.

## مسيرتها
جمعت فاطمة الزهراء بناصر بين الرقص والغناء والتمثيل، بدأت مسارها في الأنفوغرافيك، لتتحول إلى المجال الفني إذ تعرف عليها الجمهور المغربي في مسلسل أمود سنة 2003، ثم توالت المشاركات في عدد من المسلسلات والأفلام المغربية.

## قائمة الأعمال

### أفلام
- 2008: حجار الواد
- 2014: سرير وأسرار
- الفصول الخمسة
- 2008: حجار الواد
- 2009: مسحوق الشيطان
- 2009: كاريان زومبي
- 2010: براق
- 2011: عاشقة من الريف
- ظلال الموت
- موجة قصيرة
- إكس شمكار
- 2012: الفردي
- 2013: سرير الأسرار
- 2014: صدى الجدران
- 2014: الذئاب التي لا تنام
- 2014: فورماطاج
- 2015: الطريق الصحيح
- 2015: الشوط الثاني
- العد العكسي
- عود البسباس
- 2017: علي يا علي
- 2018: وراء المرآة
- 2018: طفح الكيل
- 2019: براكاج بالمغربية
- 2021: جرادة مالحة

### مسلسلات
- 2003: أمود
- 2005 - 2007: رمانة وبرطال
- 2008 - 2015: مسلسل ساعة في الجحيم
- 2010: سيت كوم عقبة ليك
- 2015: مقطوع من شجرة
- 2015: تاريخنا فخرنا
- 2015: حميمو
- 2015: تاريخنا فخرنا
- 2016: دار الضمانة
- 2017: حديدان في كليز
- 2018: عز المدينة
- 2018: الصفحة الأولى
- 2018: قلوب تائهة
- 2020: ولاد المختار
- أحلام سيتي
- صالون شهرزاد
- 2020: الغريبة
- 2022: بيا ولا بيك
- 2022: جروح
- 2022:  تزوج ماقالها ليا
- 2022: عائشة
- 2024: بنات لحديد

## روابط خارجية
- فاطمة الزهراء بناصر على موقع IMDb (الإنجليزية)
- فاطمة الزهراء بناصر على موقع ألو سيني (الفرنسية)
- فاطمة الزهراء بناصر على موقع قاعدة بيانات الفيلم (الإنجليزية)